# Đội tuyển bóng đá nữ quốc gia Nigeria
Đội tuyển bóng đá nữ quốc gia Nigeria, có biệt danh là Super Falcons, đại diện cho Nigeria trong môn bóng đá nữ quốc tế và được kiểm soát bởi Liên đoàn bóng đá Nigeria. Cho đến nay, đội bóng này là đội tuyển bóng đá nữ quốc tế thành công nhất của châu Phi khi giành được kỷ lục 11 danh hiệu Cúp bóng đá nữ châu Phi, với danh hiệu gần đây nhất vào năm 2018, sau khi đánh bại Nam Phi trong trận chung kết. Đội cũng là đội tuyển quốc gia nữ duy nhất của Liên đoàn bóng đá châu Phi đã lọt vào tứ kết ở cả Giải vô địch bóng đá nữ thế giới và Bóng đá tại Thế vận hội Mùa hè.
Họ cũng là một trong số ít các đội trên thế giới vượt qua vòng loại ở mọi giải đấu của Giải vô địch bóng đá nữ thế giới, với thành tích tốt nhất của họ tại Giải vô địch bóng đá nữ thế giới 1999, nơi họ lọt vào tứ kết.

## Lịch sử
Họ đã giành được bảy chức vô địch châu Phi đầu tiên và trong suốt hai mươi năm đầu tiên của họ chỉ để thua năm trận trước các đối thủ châu Phi. Guinea ở bán kết Giải vô địch bóng đá nữ châu Phi 2008 và tháng 5 năm 2011 gặp Ghana trong trận đấu vòng loại Đại hội thể thao toàn châu Phi.
Tuy nhiên, Super Falcons đã không thể thống trị bên ngoài châu Phi trong các đấu trường như FIFA World Cup nữ hoặc Thế vận hội Olympic. Đội đã tham dự mọi kỳ World Cup kể từ năm 1991, nhưng chỉ một lần lọt vào top 8. Năm 2003, Super Falcons trở thành nỗi thất vọng lớn nhất của lượt đi, khi không ghi nổi một bàn thắng nào và để thua cả ba trận bảng A. Họ đã làm tốt hơn một chút vào năm 2007, chỉ hòa một trong các trận đấu bảng B của họ. Tuy nhiên, họ phải đối mặt với nhóm tử thần trong cả năm 2003 và 2007, cùng nhóm với cường quốc châu Á đang lên là Triều Tiên, cường quốc châu Âu truyền thống Thụy Điển, và một siêu cường phụ nữ lịch sử ở Hoa Kỳ.
Nigeria đăng cai tổ chức trận chung kết giải vô địch nữ châu Phi lần thứ ba vào năm 2006, sau đó bị hủy bỏ do bạo lực băng đảng bùng phát nghiêm trọng trong khu vực Nigeria, thay thế Gabon, nước ban đầu được trao quyền đăng cai nhưng sau đó đã rút lui với lý do khó khăn về tài chính, và giành được nó lần thứ bảy liên tiếp. Super Falcons của Nigeria và Black Queens của Ghana đã đại diện cho châu Phi tại Trung Quốc tham dự FIFA World Cup nữ 2007.
"Falconets" là đội trẻ của đất nước (U-20), đã thể hiện đáng tin cậy tại Giải vô địch bóng đá nữ U-20 thế giới 2006 được tổ chức tại Nga khi họ đánh bại Phần Lan với tỷ số 8–0 trước khi bị Brasil đưa vào Tứ kết. Họ là á quân của Đức tại Giải vô địch bóng đá nữ U-20 thế giới 2010. Nigeria cũng đã chơi ở Giải vô địch bóng đá nữ U-20 thế giới 2014 được tổ chức tại Canada và để thua Đức trong trận chung kết 0–1, Asisat Oshoala nhận cả Quả bóng vàng và Chiếc giày vàng.
"Chim hồng hạc" là đội thiếu sinh quân của đất nước (U-17), đã vượt qua vòng loại cho 2008 tại New Zealand. Nigeria đã vượt qua vòng loại FIFA nữ World Cup 2019, nơi họ được xếp vào bảng A cùng với Hàn Quốc, Na Uy và chủ nhà Pháp.

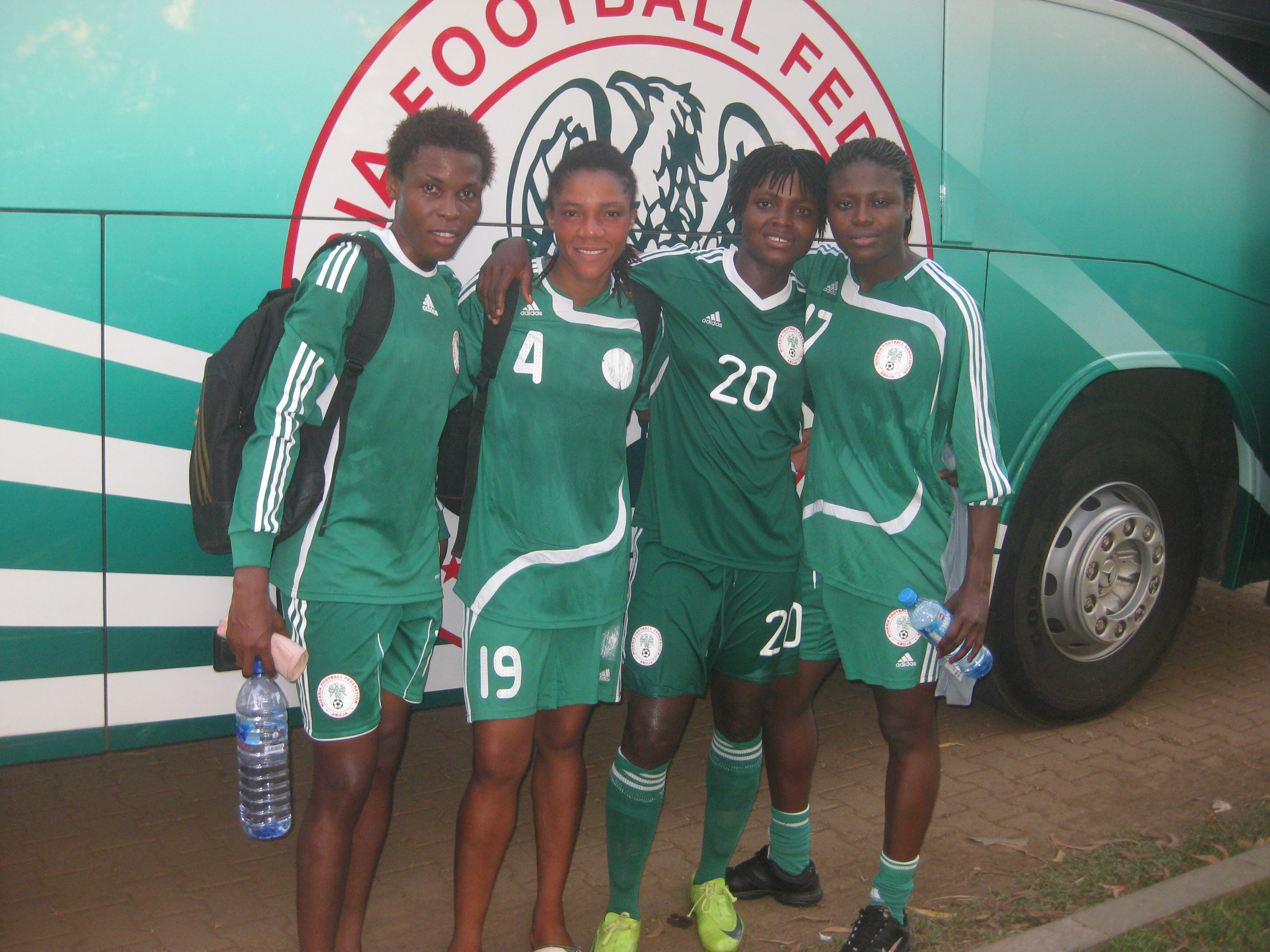
Super Falcons sau một buổi tập luyện

## Đội hình

### Đội hình hiện tại
- Cập nhật lần cuối vào 21 tháng 8 năm 2022

| 1  | TM | Tochukwu Oluehi                  | 2 tháng 5, 1987   | Maccabi Kishronot Hadera   |  |  |
| 16 | TM | Chiamaka Nnadozie                | 8 tháng 12, 2000  | Paris                      |  |  |
| 21 | TM | Yewande Balogun                  | 28 tháng 9, 1989  | California Storm           |  |  |
|    |    |                                  |                   |                            |  |  |
| 3  | HV | Osinachi Ohale                   | 21 tháng 12, 1991 | Alavés                     |  |  |
| 4  | HV | Ashleigh Plumptre (vice captain) | 8 tháng 5, 1998   | Leicester City             |  |  |
| 5  | HV | Onome Ebi (captain)              | 8 tháng 5, 1983   | Guingamp                   |  |  |
| 12 | HV | Glory Ogbonna                    | 25 tháng 12, 1998 | ALG Spor                   |  |  |
| 20 | HV | Michelle Alozie                  | 28 tháng 4, 1997  | Houston Dash               |  |  |
| 26 | HV | Nicole Payne                     | 18 tháng 1, 2001  | West Virginia Mountaineers |  |  |
|    |    |                                  |                   |                            |  |  |
| 7  | TV | Toni Payne                       | 22 tháng 4, 1995  | Sevilla                    |  |  |
| 10 | TV | Rita Chikwelu                    | 6 tháng 3, 1988   | Levante Las Planas         |  |  |
| 11 | TV | Regina Otu                       | 5 tháng 4, 1992   | Minsk                      |  |  |
| 13 | TV | Ngozi Okobi-Okeoghene            | 14 tháng 12, 1993 | Eskilstuna United          |  |  |
| 15 | TV | Rasheedat Ajibade                | 8 tháng 12, 1999  | Atlético Madrid            |  |  |
| 18 | TV | Halimatu Ayinde                  | 16 tháng 5, 1995  | Eskistuna United           |  |  |
| 22 | TV | Peace Efih                       | 5 tháng 8, 2000   | Unattached                 |  |  |
| 23 | TV | Christy Ucheibe                  | 25 tháng 12, 2000 | Benfica                    |  |  |
|    |    |                                  |                   |                            |  |  |
| 2  | TĐ | Gift Monday                      | 9 tháng 12, 2001  | Robo Queens                |  |  |
| 6  | TĐ | Uchenna Kanu                     | 20 tháng 6, 1997  | UANL                       |  |  |
| 8  | TĐ | Asisat Oshoala                   | 9 tháng 10, 1994  | Barcelona                  |  |  |
| 9  | TĐ | Ifeoma Onumonu                   | 25 tháng 2, 1994  | Gotham FC                  |  |  |
| 14 | TĐ | Vivian Ikechukwu                 | 10 tháng 7, 1997  | Gintra                     |  |  |
| 17 | TĐ | Francisca Ordega                 | 19 tháng 10, 1993 | CSKA Moscow                |  |  |
| 24 | TĐ | Chinonyerem Macleans             | 1 tháng 10, 1999  | Lokomotiv Moscow           |  |  |

## Thành tích tại các giải đấu

### Giải vô địch bóng đá nữ thế giới
| Giải vô địch bóng đá nữ thế giới | Giải vô địch bóng đá nữ thế giới | Giải vô địch bóng đá nữ thế giới | Giải vô địch bóng đá nữ thế giới | Giải vô địch bóng đá nữ thế giới | Giải vô địch bóng đá nữ thế giới | Giải vô địch bóng đá nữ thế giới | Giải vô địch bóng đá nữ thế giới | Giải vô địch bóng đá nữ thế giới |
| Năm                              | Thành tích                       | Thứ hạng                         | Tr                               | T                                | H                                | B                                | Bt                               | Bb                               |
| -------------------------------- | -------------------------------- | -------------------------------- | -------------------------------- | -------------------------------- | -------------------------------- | -------------------------------- | -------------------------------- | -------------------------------- |
| 1991                             | Vòng bảng                        | 10th                             | 3                                | 0                                | 0                                | 3                                | 0                                | 7                                |
| 1995                             | Vòng bảng                        | 11th                             | 3                                | 0                                | 1                                | 2                                | 5                                | 14                               |
| 1999                             | Tứ kết                           | 7th                              | 4                                | 2                                | 0                                | 2                                | 8                                | 12                               |
| 2003                             | Vòng bảng                        | 15th                             | 3                                | 0                                | 0                                | 3                                | 0                                | 11                               |
| 2007                             | Vòng bảng                        | 13th                             | 3                                | 0                                | 1                                | 2                                | 1                                | 4                                |
| 2011                             | Vòng bảng                        | 9th                              | 3                                | 1                                | 0                                | 2                                | 1                                | 2                                |
| 2015                             | Vòng bảng                        | 21st                             | 3                                | 0                                | 1                                | 2                                | 3                                | 6                                |
| 2019                             | Vòng 16 đội                      | 16th                             | 4                                | 1                                | 0                                | 3                                | 2                                | 7                                |
| 2023                             | Vòng 16 đội                      | 10th                             | 4                                | 1                                | 3                                | 0                                | 3                                | 2                                |
| 2027                             | Chưa xác định                    | Chưa xác định                    | Chưa xác định                    | Chưa xác định                    | Chưa xác định                    | Chưa xác định                    | Chưa xác định                    | Chưa xác định                    |
| Tổng cộng                        | 9/10                             |                                  | 29                               | 5                                | 5                                | 19                               | 23                               | 65                               |

### Thế vận hội Mùa hè
| Thế vận hội Mùa hè | Thế vận hội Mùa hè       | Thế vận hội Mùa hè       | Thế vận hội Mùa hè       | Thế vận hội Mùa hè       | Thế vận hội Mùa hè       | Thế vận hội Mùa hè       | Thế vận hội Mùa hè       | Thế vận hội Mùa hè       |
| Năm                | Thành tích               | Số trận                  | Thắng                    | Hòa                      | Thua                     | Bàn thắng                | Bàn thua                 |                          |
| ------------------ | ------------------------ | ------------------------ | ------------------------ | ------------------------ | ------------------------ | ------------------------ | ------------------------ | ------------------------ |
| 1996               | Không vượt qua vòng loại | Không vượt qua vòng loại | Không vượt qua vòng loại | Không vượt qua vòng loại | Không vượt qua vòng loại | Không vượt qua vòng loại | Không vượt qua vòng loại | Không vượt qua vòng loại |
| 2000               | Vòng bảng                | 3                        | 0                        | 0                        | 3                        | 3                        | 9                        |                          |
| 2004               | Tứ kết                   | 3                        | 1                        | 0                        | 2                        | 3                        | 4                        |                          |
| 2008               | Vòng bảng                | 3                        | 0                        | 0                        | 3                        | 1                        | 5                        |                          |
| 2012               | Không vượt qua vòng loại | Không vượt qua vòng loại | Không vượt qua vòng loại | Không vượt qua vòng loại | Không vượt qua vòng loại | Không vượt qua vòng loại | Không vượt qua vòng loại | Không vượt qua vòng loại |
| 2016               | Không vượt qua vòng loại | Không vượt qua vòng loại | Không vượt qua vòng loại | Không vượt qua vòng loại | Không vượt qua vòng loại | Không vượt qua vòng loại | Không vượt qua vòng loại | Không vượt qua vòng loại |
| 2020               | Không vượt qua vòng loại | Không vượt qua vòng loại | Không vượt qua vòng loại | Không vượt qua vòng loại | Không vượt qua vòng loại | Không vượt qua vòng loại | Không vượt qua vòng loại | Không vượt qua vòng loại |
| 2024               | Vòng bảng                | 3                        | 0                        | 0                        | 3                        | 1                        | 5                        |                          |
| 2028               | Chưa xác định            | Chưa xác định            | Chưa xác định            | Chưa xác định            | Chưa xác định            | Chưa xác định            | Chưa xác định            | Chưa xác định            |
| 2032               | Chưa xác định            | Chưa xác định            | Chưa xác định            | Chưa xác định            | Chưa xác định            | Chưa xác định            | Chưa xác định            | Chưa xác định            |
| Tổng cộng          | 4/8                      | 12                       | 1                        | 0                        | 11                       | 8                        | 23                       |                          |

### Cúp bóng đá nữ châu Phi
| Cúp bóng đá nữ châu Phi | Cúp bóng đá nữ châu Phi | Cúp bóng đá nữ châu Phi | Cúp bóng đá nữ châu Phi | Cúp bóng đá nữ châu Phi | Cúp bóng đá nữ châu Phi | Cúp bóng đá nữ châu Phi | Cúp bóng đá nữ châu Phi |
| Năm                     | Vòng                    | ST                      | T                       | H                       | B                       | BT                      | BB                      |
| ----------------------- | ----------------------- | ----------------------- | ----------------------- | ----------------------- | ----------------------- | ----------------------- | ----------------------- |
| 1991                    | Vô địch                 | 6                       | 6                       | 0                       | 0                       | 20                      | 2                       |
| 1995                    | Vô địch                 | 6                       | 6                       | 0                       | 0                       | 27                      | 2                       |
| 1998                    | Vô địch                 | 5                       | 5                       | 0                       | 0                       | 28                      | 0                       |
| 2000                    | Vô địch                 | 5                       | 4                       | 1                       | 0                       | 19                      | 2                       |
| 2002                    | Vô địch                 | 5                       | 4                       | 0                       | 1                       | 15                      | 2                       |
| 2004                    | Vô địch                 | 5                       | 4                       | 1                       | 0                       | 18                      | 2                       |
| 2006                    | Vô địch                 | 5                       | 5                       | 0                       | 0                       | 18                      | 2                       |
| 2008                    | Hạng ba                 | 5                       | 1                       | 3                       | 1                       | 3                       | 3                       |
| 2010                    | Vô địch                 | 5                       | 5                       | 0                       | 0                       | 19                      | 4                       |
| 2012                    | Hạng tư                 | 5                       | 3                       | 0                       | 2                       | 8                       | 4                       |
| 2014                    | Vô địch                 | 5                       | 5                       | 0                       | 0                       | 16                      | 3                       |
| 2016                    | Vô địch                 | 5                       | 4                       | 1                       | 0                       | 13                      | 1                       |
| 2018                    | Vô địch                 | 5                       | 2                       | 2                       | 1                       | 10                      | 1                       |
| 2022                    | Hạng tư                 | 6                       | 3                       | 1                       | 2                       | 9                       | 4                       |
| Tổng cộng               | 11 lần                  | 73                      | 57                      | 9                       | 7                       | 223                     | 32                      |